# Западнокитайский крот
Западнокитайский крот (лат. Scapanulus oweni) — вид млекопитающих семейства Talpidae эндемик центрального Китая, обитает в провинциях Шэньси, Ганьсу, Сычуань и Цинхай. Это единственный вид в роде Scapanulus.
Крот Alpiscaptulus medogensis, также населяющий горы Китая, и западнокитайский крот являются единственными представителем трибы Scalopini, которые обитают вне Северной Америки. Филогенетические и палеонтологические данные указывают на то, что  кроты этой трибы эволюционировали в Евразии и мигрировали в Северную Америку во время неогена. Однако западнокитайские кроты и кроты Alpiscaptulus не являются реликтовыми евразийскими кротами этой трибы, они - потомки североамериканских Scalopini, вторично мигрировавших из Америки в Евразию. Волосатохвостый крот (Parascalops breweri) из Северной Америки более тесно связан с ними, чем с двумя другими североамериканскими родами трибы Scalopini.
Филогенетические данные подтверждают, что Alpiscaptulus и западнокитайский крот являются друг другу ближайшими родственниками и разошлись в середине-конце миоцена, около 11,59 миллионов лет назад. Считается, что подъем Тибетского нагорья и последующее изменение климата изолировали два рода в разных местах обитания, что привело к их расхождению. Места обитания для обоих видов могли служить рефугиумами во время оледенения, что позволило им сохраниться, в то время как большинство других евразийских представителей трибы Scalopini вымерли..
Морфология западнокитайского крота указывает на то, что он является членом триба Scalopini. Типовой экземпляр Scapanulus oweni был добыт Г. Фенвиком Оуэном в 1911 году в китайской провинции Ганьсу.

### Генетические характеристики
Диплоидный набор хромосом составляет 2n = 34. Таким образом, он в значительной степени соответствует набору большинства кротов фауны Нового Света. В наборе присутствуют 24 метацентрических и субметацентрических, а также 8 субтелоцентрических аутосомных пар. X-хромосома метацентрическая, Y-хромосома маленькая и напоминает пятно. Основное число, т. е. число аутосомных плеч, равно 64..